# Фёдоров, Алексей Фёдорович
Алексе́й Фёдорович Фёдоров (укр. Олексій Федорович Федоров; 17 (30) марта 1901, с. Лоцманская Каменка, Екатеринославский уезд, Екатеринославская губерния, Российская империя — 9 сентября 1989, Киев, Украинская ССР, СССР) — советский украинский государственный, партийный и общественный деятель. Один из руководителей партизанского движения в Великой Отечественной войне, дважды Герой Советского Союза (1942, 1944), генерал-майор (09.04.1943).

## Биография
Родился 17 (30) марта 1901 в селе Лоцманская Каменка Екатеринославской губернии Российской империи (ныне в черте города Днепр). Украинец.
В 1916—1920 годах — работник у подрядчиков. В 1920 году добровольцем вступил в РККА, служил в 9-й кавалерийской и 3-й дивизиях.

В 1924—1929 годах — плотник (крепильщик тоннеля) на Мерефо-Херсонской железной дороге (Екатеринослав).

Член КПСС с 1927 года.

В 1929—1930 годах — старший крепильщик тоннеля на строительстве Рионской ГЭС (Грузия). В 1930—1931 годах — секретарь парторганизации в поселке Мандрыковка (ныне часть Днепропетровска). В 1931 году — старший десятник, замначальника строительства Днепропетровского института инженеров железнодорожного транспорта. В 1931—1932 годах — курсант шестимесячных курсов техников начального комбината управления железнодорожного строительства в Чернигове, получил квалификацию младшего техника.

В 1932—1933 годах — председатель Корюковского райсовета профсоюзов Черниговской области. С 1933 года — на партийной работе в Черниговской области: до 1934 года — председатель Понорницкой районной контрольной комиссии — замсекретаря райкома партии, в 1934—1936 годах — инструктор Сребнянского и Варвинского райкомов. В 1936—1937 годах — 2-й секретарь, в 1937—1938 годах — 1-й секретарь Лосиновского райкома.
С 1938 года — первый секретарь Черниговского обкома КП(б) Украины.
С сентября 1941 года — первый секретарь Черниговского, с марта 1943 года — также Волынского подпольных обкомов партии, одновременно командир Черниговско-Волынского партизанского соединения НКВД СССР, действовавшего на Украине, в Белоруссии и в Брянских лесах России. В эти годы раскрылся талант Алексея Фёдорова как выдающегося организатора партизанской войны, одного из создателей партизанской тактики. Под его руководством отряды партизан превратились в соединение, осуществлявшее важные боевые операции по уничтожению живой силы и техники врага. Комиссаром в его соединении был Герой Советского Союза В. Н. Дружинин.
С 1944 года — первый секретарь Херсонского, с 1950 Измаильского, с 1952 Житомирского обкомов Компартии Украины.

В 1957—1979 годах — министр социального обеспечения УССР.
Депутат Верховного Совета СССР 1-11 созывов.
Похоронен в Киеве на Байковом кладбище. Авторы памятника — скульптор А. А. Ковалёв, архитектор О. К. Стукалов.

## Мемуары и экранизации
В 1954 году выпустил книгу воспоминаний в трёх томах «Подпольный обком действует», имевшую значительный читательский успех (четвёртый том вышел в 1965). В 1978 вышел одноимённый телевизионный фильм. Роль Фёдорова сыграл Виктор Щербаков. Сам Фёдоров в фильме снялся в документальных сценах.
В 1984 году на киностудии имени Довженко был снят трёхсерийный художественный телефильм «В лесах под Ковелем» о боевых действиях соединения Фёдорова в период «рельсовой войны» второй половины 1943 года. Роль Алексея Фёдоровича в этом фильме сыграл Алексей Булдаков.
Также Фёдоров фигурирует в биографическом сериале «Карастояновы» (1983), где его сыграл Василий Молодцов.

## Награды
- Дважды Герой Советского Союза (18 мая 1942 и 4 января 1944):
  - 1942 — Указом Президиума Верховного Совета СССР «О присвоении звания Героя Советского Союза т. т. Ковпаку С. А., Копенкину И. И., Сабурову А. Н., Фёдорову А. Ф., особо отличившимся в партизанской борьбе в тылу против немецких захватчиков» от 18 мая 1942 года за «отвагу и геройство, проявленные в партизанской борьбе в тылу против немецких захватчиков»[2]
  - 1944 — Указом Президиума Верховного Совета СССР «О награждении Героев Советского Союза Ковпака Сидора Артемьевича и Фёдорова Александра Фёдоровича второй медалью „Золотая звезда“» от 4 января 1944 года за «образцовое выполнение боевых заданий командования в борьбе против немецко-фашистских захватчиков в тылу противника, и проявленные при этом отвагу и геройство и особые заслуги в развитии партизанского движения на Украине»[3]
- Восемь орденов Ленина (7.02.1939; 18.05.1942; 23.01.1948; 26.02.1958; 24.04.1961; 23.10.1967; 27.03.1981; 28.03.1986).
- Орден Октябрьской Революции (31.03.1971).
- Орден Суворова I степени (2.05.1945).
- Орден Богдана Хмельницкого I степени (7.08.1944).
- Орден Отечественной войны I (11.03.1985) и II (1.02.1945) степени.
- Орден Трудового Красного Знамени (17.03.1976).
- Орден Красной Звезды (6.11.1945).
- Медаль «20 лет словацкого национального восстания».
- Нагрудный знак Партизана

## Память
- Бронзовый бюст Алексея Фёдоровича Фёдорова установлен в городе Днепропетровске 9 мая 1948 года в честь трёхлетия победы в Великой Отечественной войне. Бюст снят украинскими властями в ходе вторжения российских войск на Украину.
- Его именем названа улица в городе Торез Донецкой области Украины.
- В днепропетровской средней школе № 107 действует комната-музей Алексея Фёдорова. На здании школы установлена мемориальная доска.
- В Киеве на доме № 9 по улице Заньковецкой, в котором с 1966 по 1989 годы проживал А. Ф. Фёдоров, существовала мемориальная доска.
- В городе Корюковцы Черниговской области, во дворе ЗОСШ № 1 существовал бюст А. Ф. Фёдорова.

## Сочинения
- Последняя зима. — М., 1981.
- Подпольный обком действует. — М.: Воениздат, 1955.